# Castelo de Slavkov

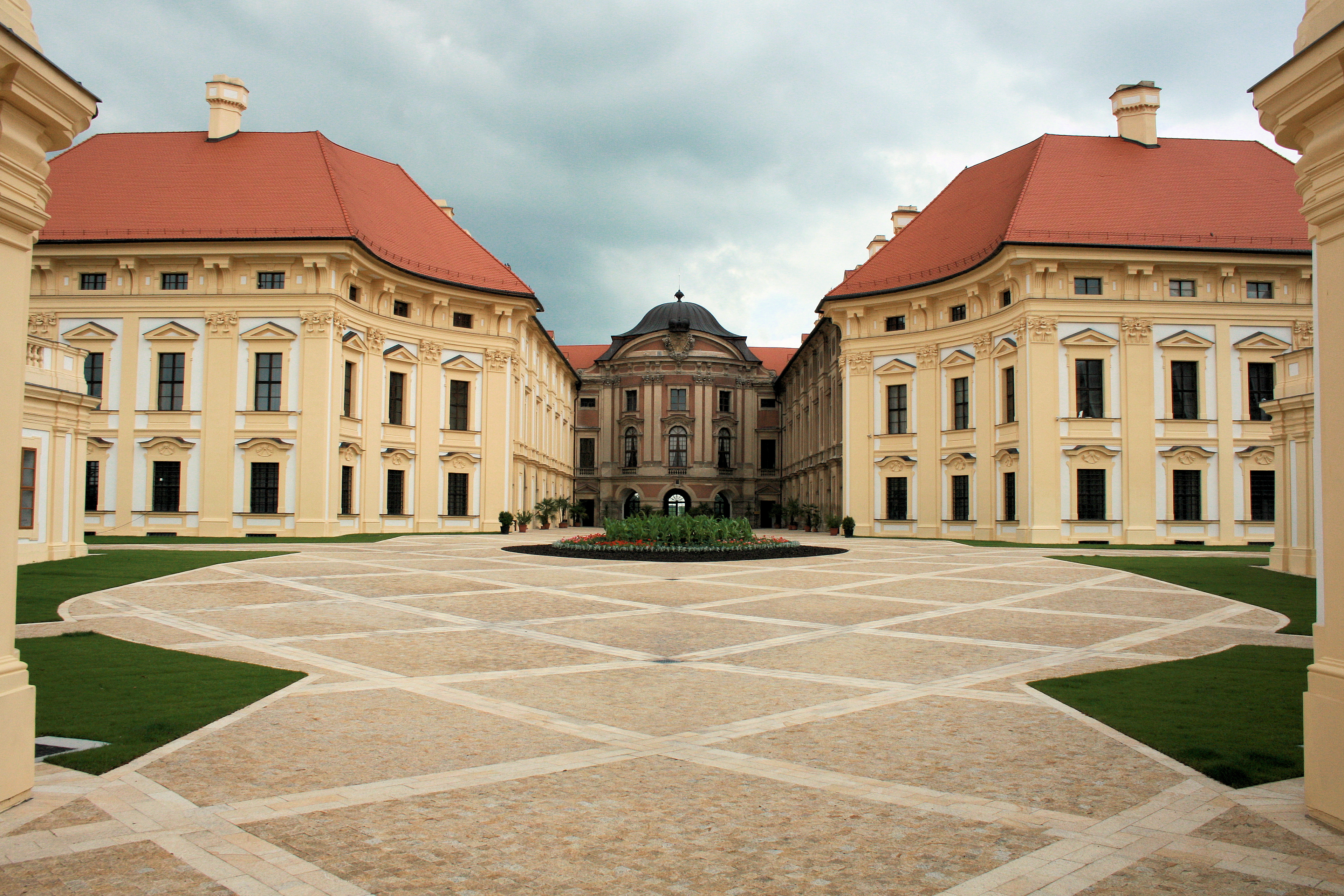
Castelo de Slavkov.

O castelo Slavkov localiza-se cidade de Slavkov (em alemão: Austerlitz;) na Morávia, República Checa. Foi a residência principal da dinastia principesca de Kounice. É do estilo barroco, tem 115 quartos e um impressionante jardim. Inspirado no Palácio e parque de Luís XIV em Versalhes e no ainda mais antigo Castelo de Vaux-le-Vicomte original. O palácio foi desenhado pelo arquiteto italiano Domenico Martinelli, cuja construção foi iniciada nos anos finais do Séc. XVII. As esculturas no castelo e no jardim são da autoria de Giovanni Giuliani.
Nos seus salões e após a Batalha de Austerlitz, foi assinado um armistício entre a França e a Áustria, entre Napoleão Bonaparte e o imperador austríaco Francisco I. Foram lançadas bases completamente novas para a Organização da Europa. Depois de 1805.

## Galeria

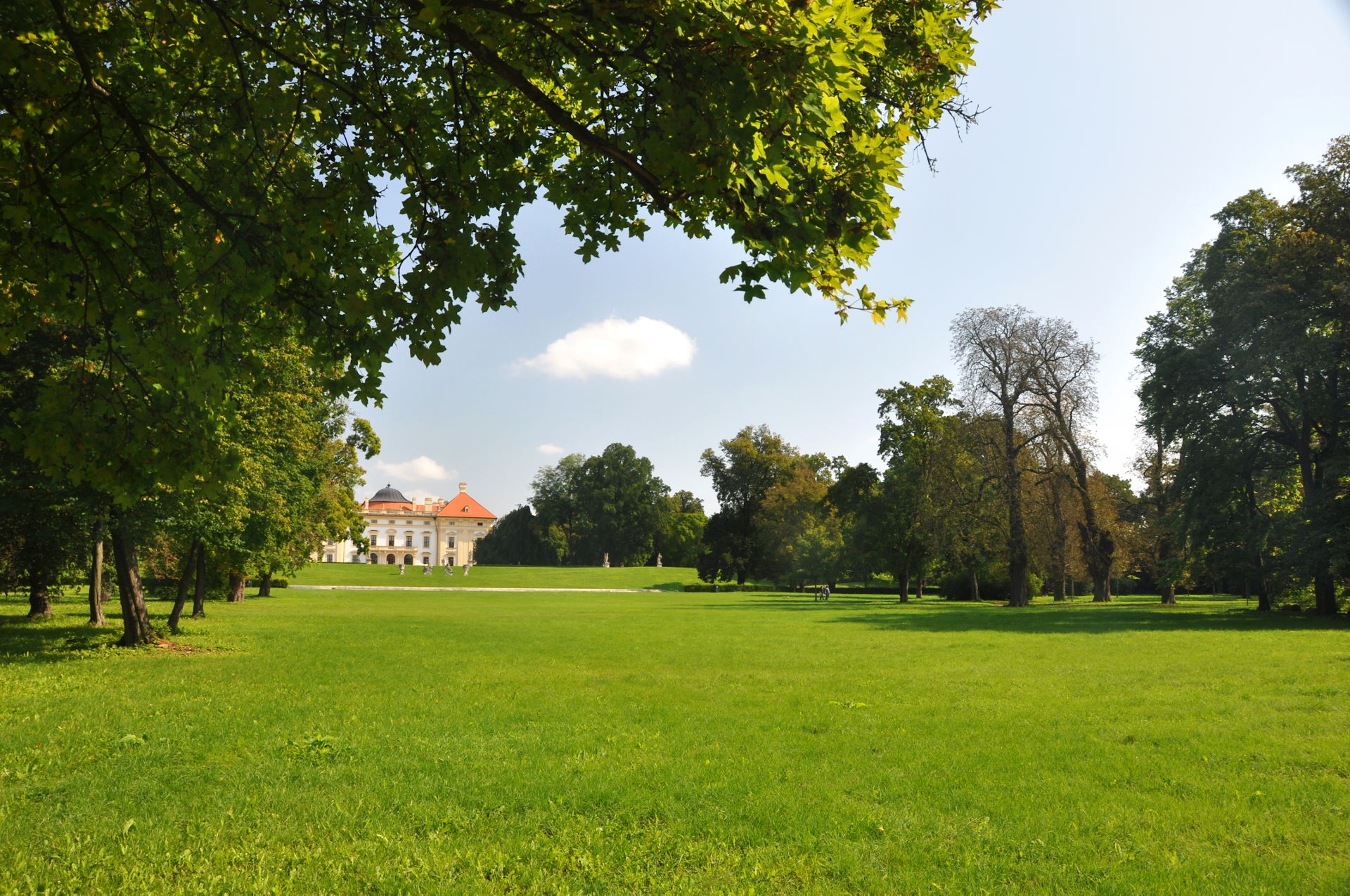
Castelo Slavkov/Austerlitz com parque
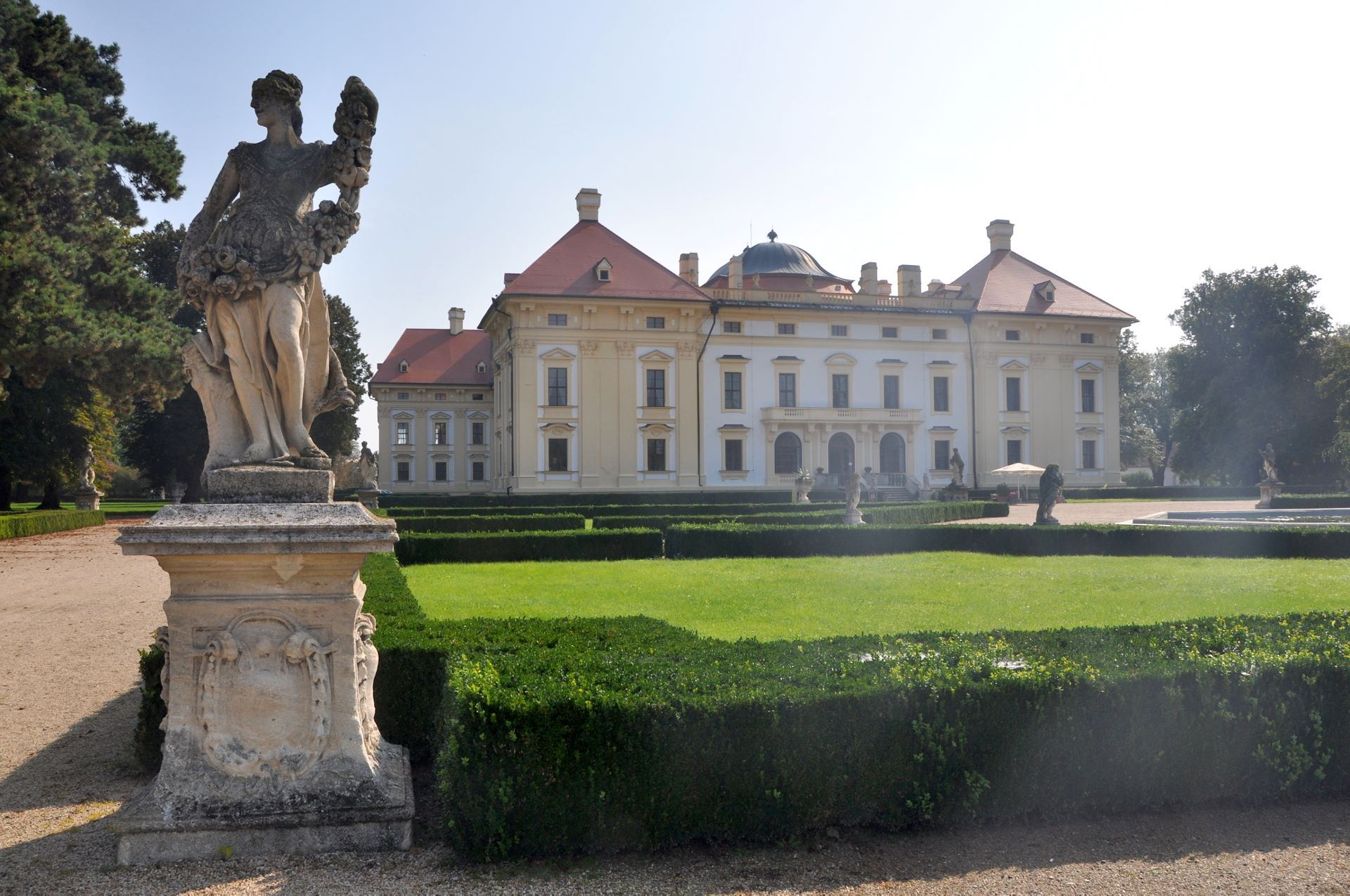
Fachada ocidental do castelo
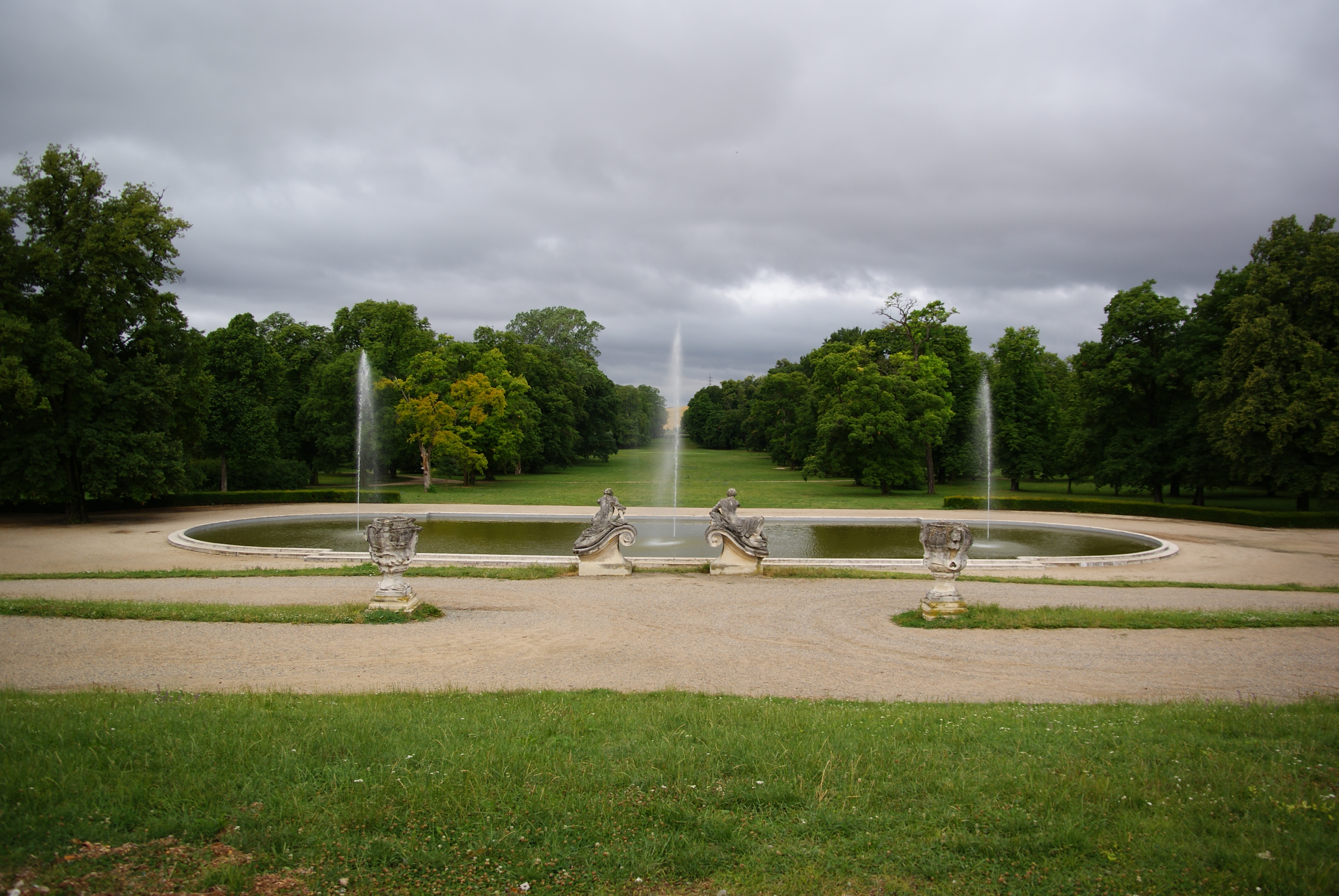
A vista do parque será captada pelo eixo
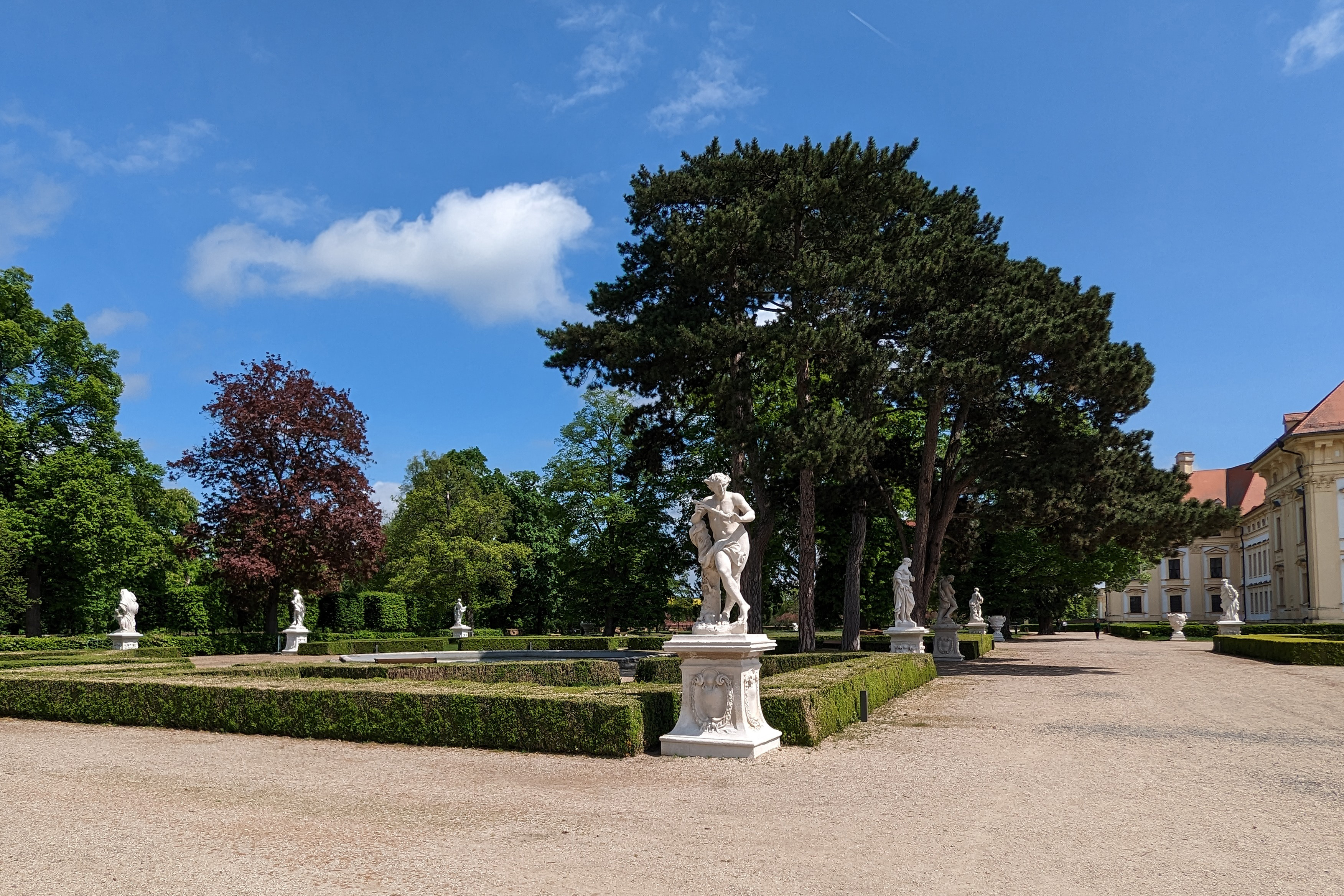
Parque do castelo com estátuas
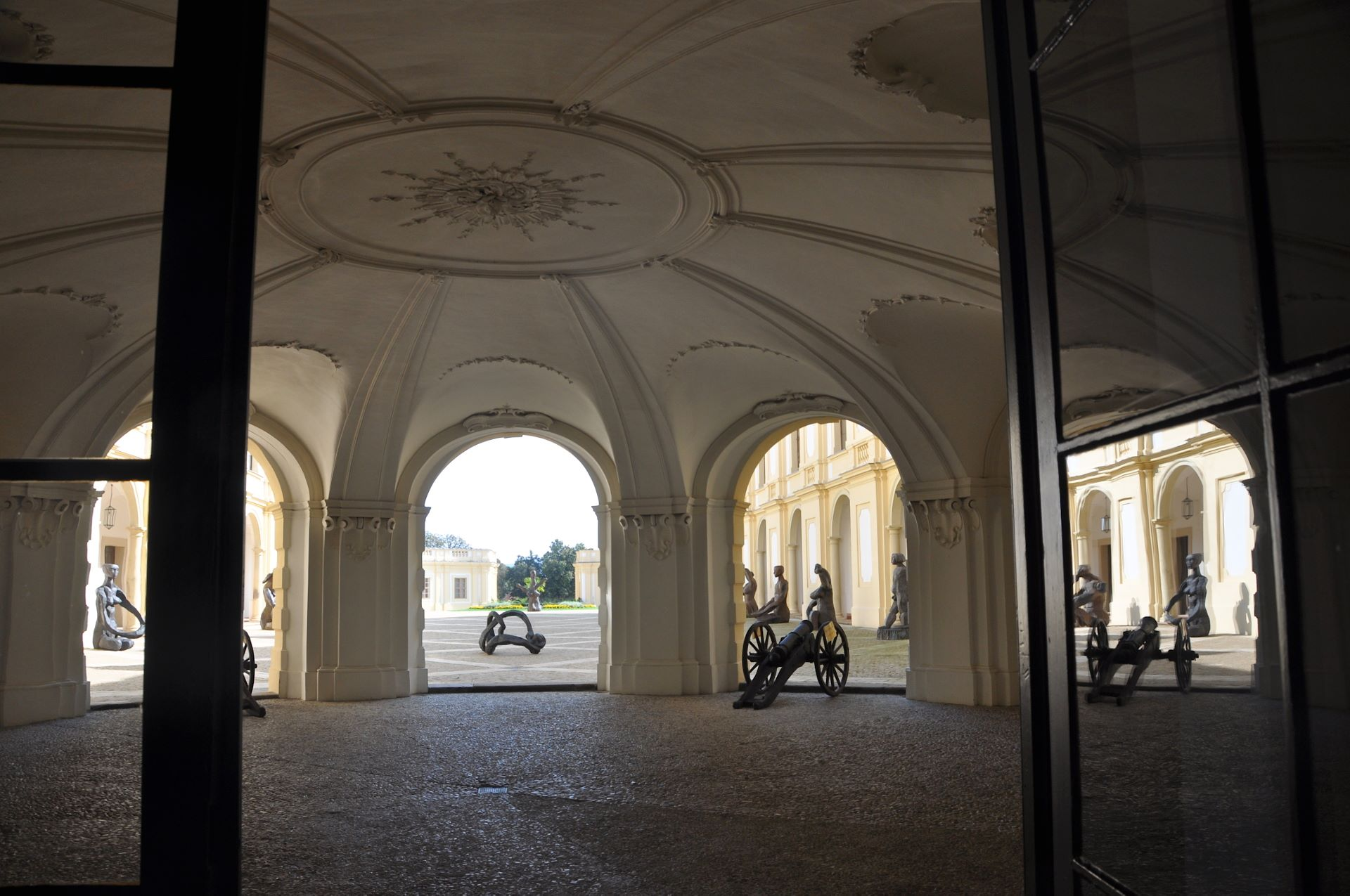
Hall de entrada do castelo

Castelo Slavkov com parque
Fachada ocidental do castelo
A vista do parque será captada pelo eixo
Hall de entrada do castelo
Em 2008, o castelo foi incluído na lista de monumentos culturais da República Checa.